# Поліське (Овруцька міська громада)
Полі́ське (стар. назв. Жолонь, Жолонь Геєвицька) — село в Україні, в Коростенському районі Житомирської області. Входить до складу Овруцької міської громади. Населення становить 513 осіб.

## Назва
7 червня 1946 року перейменоване в Поліське.
У 1923—54 роках — адміністративний центр Поліської сільської ради.